# Чёрный песок: История Песочного человека
Чёрный песок: История Песочного человека (англ. Black Sand - A Sandman Story) — британский фанатский фильм 2017 года, основанный на комиксе The Sandman снятый Бернхардом Пухером. Фильм был адаптирован из № 3 серии Sandman. Данный фильм был снят только для частного использования и никогда не предназначался для продажи на DVD, чтобы избежать обвинения от DC в нарушениях авторских прав. Хотя сам Нил Гейман, автор оригинального комикса одобрил идею экранизации.

## Краткий сюжет
Ричард не может спать и употребляет наркотики, чтобы избежать реальности. Когда он узнаёт, что у его дилера есть новый препарат, который может воплотить в жизнь его мечты, он отчаянно пытается заполучить его.

## В ролях
| Актёр          | Роль             |
| -------------- | ---------------- |
| Сид Феникс     | Ричи             |
| Мэтью Фаушер   | Марко            |
| Мишель Райан   | Смерть           |
| Джоэл Филлимор | Песочный человек |
| Саманта Бентли | Салли            |

## Критика
Live For Films высказался о фильме положительно, высказываясь об отличной грустной истории, хорошо сыгранной и сделанной с большой любовью к Песочному человеку. Film School Rejects одобрили данный фанатский фильм и возложили надежду на создание официального полнометражного фильма о Песочном человеке.